# Friidrott vid olympiska sommarspelen 1952
Friidrotten vid de olympiska sommarspelen 1952 i Helsingfors bestod av 33 grenar, 24 för män och 9 för kvinnor, och hölls mellan  20 och 27 juli 1952 på Helsingfors Olympiastadion. Antalet deltagare var 963 tävlande från 57 länder.

## Medaljfördelning
| Medaljfördelning |                 |      |        |       |        |
| Placering        | Nation          | Guld | Silver | Brons | Totalt |
| 1                | USA             | 15   | 10     | 6     | 31     |
| 2                | Tjeckoslovakien | 4    | 1      | 0     | 5      |
| 3                | Australien      | 3    | 0      | 1     | 4      |
| 4                | Sovjetunionen   | 2    | 8      | 7     | 17     |
| 5                | Jamaica         | 2    | 3      | 0     | 5      |
| 6                | Italien         | 1    | 1      | 0     | 2      |
| 6                | Sydafrika       | 1    | 1      | 0     | 2      |
| 8                | Ungern          | 1    | 0      | 4     | 5      |
| 9                | Sverige         | 1    | 0      | 2     | 3      |
| 10               | Brasilien       | 1    | 0      | 1     | 2      |
| 10               | Nya Zeeland     | 1    | 0      | 1     | 2      |
| 12               | Luxemburg       | 1    | 0      | 0     | 1      |
| 13               | Tyskland        | 0    | 3      | 5     | 8      |
| 14               | Frankrike       | 0    | 2      | 0     | 2      |
| 15               | Storbritannien  | 0    | 1      | 4     | 5      |
| 16               | Argentina       | 0    | 1      | 0     | 1      |
| 16               | Nederländerna   | 0    | 1      | 0     | 1      |
| 16               | Schweiz         | 0    | 1      | 0     | 1      |
| 19               | Finland         | 0    | 0      | 1     | 1      |
| 19               | Venezuela       | 0    | 0      | 1     | 1      |

## Medaljörer

### Herrar
| Gren                              | Guld                                                                  | Silver                                                                             | Brons                                                                            |
| 100 meter Detaljer...             | Lindy Remigino · USA                                                  | Herb McKenley · Jamaica                                                            | McDonald Bailey · Storbritannien                                                 |
| 200 meter Detaljer...             | Andy Stanfield · USA                                                  | Thane Baker · USA                                                                  | James Gathers · USA                                                              |
| 400 meter Detaljer...             | George Rhoden · Jamaica                                               | Herb McKenley · Jamaica                                                            | Ollie Matson · USA                                                               |
| 800 meter Detaljer...             | Mal Whitfield · USA                                                   | Arthur Wint · Jamaica                                                              | Heinz Ulzheimer · Tyskland                                                       |
| 1 500 meter Detaljer...           | Josy Barthel · Luxemburg                                              | Bob McMillen · USA                                                                 | Werner Lueg · Tyskland                                                           |
| 5 000 meter Detaljer...           | Emil Zátopek · Tjeckoslovakien                                        | Alain Mimoun · Frankrike                                                           | Herbert Schade · Tyskland                                                        |
| 10 000 meter Detaljer...          | Emil Zátopek · Tjeckoslovakien                                        | Alain Mimoun · Frankrike                                                           | Aleksandr Anufrijev · Sovjetunionen                                              |
| Maraton Detaljer...               | Emil Zátopek · Tjeckoslovakien                                        | Reinaldo Gorno · Argentina                                                         | Gustaf Jansson · Sverige                                                         |
| 110 meter häck Detaljer...        | Harrison Dillard · USA                                                | Jack Davis · USA                                                                   | Arthur Barnard · USA                                                             |
| 400 meter häck Detaljer...        | Charles Moore · USA                                                   | Jurij Litujev · Sovjetunionen                                                      | John Holland · Nya Zeeland                                                       |
| 3 000 meter hinder Detaljer...    | Horace Ashenfelter · USA                                              | Vladimir Kazantsev · Sovjetunionen                                                 | John Disley · Storbritannien                                                     |
| 4 x 100 meter stafett Detaljer... | USA · Dean Smith · Harrison Dillard · Lindy Remigino · Andy Stanfield | Sovjetunionen · Boris Tokarev · Levan Kaljajev · Levan Sanadze · Vladimir Sucharev | Ungern · László Zarándi · Géza Varasdi · György Csányi · Béla Goldoványi         |
| 4 x 400 meter stafett Detaljer... | Jamaica · Arthur Wint · Leslie Laing · Herb McKenley · George Rhoden  | USA · Ollie Matson · Gerrard Cole · Charles Moore · Mal Whitfield                  | Tyskland · Günter Steines · Hans Geister · Heinz Ulzheimer · Karl-Friedrich Haas |
| 10 kilometer gång Detaljer...     | John Mikaelsson · Sverige                                             | Fritz Schwab · Schweiz                                                             | Bruno Junk · Sovjetunionen                                                       |
| 50 kilometer gång Detaljer...     | Giuseppe Dordoni · Italien                                            | Josef Dolezal · Tjeckoslovakien                                                    | Antal Róka · Ungern                                                              |
| Längdhopp Detaljer...             | Jerome Biffle · USA                                                   | Meredith Gourdine · USA                                                            | Ödön Földessy · Ungern                                                           |
| Tresteg Detaljer...               | Adhemar da Silva · Brasilien                                          | Leonid Sjtjerbakov · Sovjetunionen                                                 | Arnoldo Devonish · Venezuela                                                     |
| Höjdhopp Detaljer...              | Walter Davis · USA                                                    | Ken Wiesner · USA                                                                  | José da Conceição · Brasilien                                                    |
| Stavhopp Detaljer...              | Bob Richards · USA                                                    | Don Laz · USA                                                                      | Ragnar Lundberg · Sverige                                                        |
| Kulstötning Detaljer...           | Parry O'Brien · USA                                                   | Darrow Hooper · USA                                                                | Jim Fuchs · USA                                                                  |
| Diskuskastning Detaljer...        | Sim Iness · USA                                                       | Adolfo Consolini · Italien                                                         | James Dillion · USA                                                              |
| Släggkastning Detaljer...         | József Csermák · Ungern                                               | Karl Storch · Tyskland                                                             | Imre Németh · Ungern                                                             |
| Spjutkastning Detaljer...         | Cy Young · USA                                                        | Bill Miller · USA                                                                  | Toivo Hyytiäinen · Finland                                                       |
| Tiokamp Detaljer...               | Bob Mathias · USA                                                     | Milt Campbell · USA                                                                | Floyd Simmons · USA                                                              |

### Damer
| Gren                              | Guld                                                             | Silver                                                               | Brons                                                                               |
| 100 meter Detaljer...             | Marjorie Jackson · Australien                                    | Daphne Hasenjager · Sydafrika                                        | Shirley Strickland de la Hunty · Australien                                         |
| 200 meter Detaljer...             | Marjorie Jackson · Australien                                    | Bertha Brouwer · Nederländerna                                       | Nadezjda Chnykina-Dvalishvili · Sovjetunionen                                       |
| 80 meter häck Detaljer...         | Shirley Strickland de la Hunty · Australien                      | Marija Golubnitjaja · Sovjetunionen                                  | Maria Sander · Tyskland                                                             |
| 4 x 100 meter stafett Detaljer... | USA · Mae Faggs · Barbara Jones · Janet Moreau · Catherine Hardy | Tyskland · Ursula Knab · Maria Sander · Helga Klein · Marga Petersen | Storbritannien · Sylvia Cheeseman · June Foulds · Jean Desforges · Heather Armitage |
| Längdhopp Detaljer...             | Yvette Williams · Nya Zeeland                                    | Aleksandra Tjudina · Sovjetunionen                                   | Shirley Cawley · Storbritannien                                                     |
| Höjdhopp Detaljer...              | Esther Brand · Sydafrika                                         | Sheila Lerwill · Storbritannien                                      | Aleksandra Tjudina · Sovjetunionen                                                  |
| Kulstötning Detaljer...           | Galina Zybina · Sovjetunionen                                    | Marianne Werner · Tyskland                                           | Klavdija Totjonova · Sovjetunionen                                                  |
| Diskuskastning Detaljer...        | Nina Romasjkova · Sovjetunionen                                  | Jelizaveta Bagrjantseva · Sovjetunionen                              | Nina Dumbadze · Sovjetunionen                                                       |
| Spjutkastning Detaljer...         | Dana Zátopková · Tjeckoslovakien                                 | Aleksandra Tjudina · Sovjetunionen                                   | Jelena Gortjakova · Sovjetunionen                                                   |

## Deltagande nationer
Totalt deltog 963 friidrottare från 57 länder vid de olympiska spelen 1952 i Helsingfors.
| - Argentina (16) - Australien (17) - Belgien (21) - Bermuda (2) - Brasilien (10) - Bulgarien (4) - Ceylon (1) - Chile (15) - Danmark (11) - Egypten (7) - Filippinerna (1) - Finland (69) - Frankrike (54) - Grekland (11) - Guatemala (6) | - Guldkusten (7) - Indien (8) - Indonesien (1) - Iran (1) - Irland (2) - Island (9) - Israel (7) - Italien (33) - Jamaica (7) - Japan (19) - Jugoslavien (19) - Kanada (22) - Kuba (5) - Luxemburg (7) | - Mexiko (2) - Nederländerna (10) - Nigeria (9) - Norge (19) - Nya Zeeland (4) - Pakistan (16) - Polen (29) - Portugal (7) - Puerto Rico (10) - Rumänien (12) - Saarland (6) - Schweiz (28) - Singapore (1) - Sovjetunionen (77) | - Storbritannien (66) - Sverige (45) - Sydafrika (13) - Sydkorea (6) - Sydvietnam (1) - Thailand (8) - Tjeckoslovakien (20) - Turkiet (13) - Tyskland (39) - Ungern (35) - Uruguay (2) - USA (71) - Venezuela (7) - Österrike (15) |